# Grönländische Badmintonmeisterschaft 2011
Die Grönländische Badmintonmeisterschaft 2011 fand vom 17. bis zum 22. April 2011 in Nuuk statt.

## Sieger und Platzierte
| Disziplin    | Gold                              | Silber                                | Bronze                                 |
| ------------ | --------------------------------- | ------------------------------------- | -------------------------------------- |
| Herreneinzel | Frederik Elsner                   | Jens Frederik Nielsen                 | Mads Nyvold                            |
| Dameneinzel  | Sara L. Jacobsen                  | Juliane Brønlund                      | Ivalo Olsen                            |
| Herrendoppel | Frederik Elsner Mininnguaq Kleist | Jens Frederik Nielsen Taatsi Pedersen | Mads Nyvold Ib Falck Petersen          |
| Damendoppel  | Juliane Brønlund Tina Madsen      | Ivalo Olsen Anja Skov Kjeldsen        | Sara L. Jacobsen Susanne Wahlbom       |
| Mixed        | Mininnguaq Kleist Susanne Wahlbom | Karl Jakob Thomassen Tina Madsen      | Jens Frederik Nielsen Juliane Brønlund |